# Communauté de communes des Portes du Luberon
La communauté de communes des Portes de Luberon est une ancienne communauté de communes française, située dans le département de Vaucluse et la région Provence-Alpes-Côte d'Azur. Elle fut créée le 12 septembre 2002.
En raison du fait que le niveau d'habitants ne pouvait plus constituer une intercommunalité, la communauté de communes a été dissoute le 31 décembre 2016. 

## Compétences
- Collecte et traitement des déchets des ménages et déchets assimilés
- Création, aménagement, entretien et gestion de zone d'activités industrielle, commerciale, tertiaire, artisanale ou touristique
- Action de développement économique (Soutien des activités industrielles, commerciales ou de l'emploi, Soutien des activités agricoles et forestières...)
- Construction ou aménagement, entretien, gestion d'équipements ou d'établissements culturels, socioculturels, socioéducatifs, sportifs
- Activités périscolaires
- Activités culturelles ou socioculturelles
- Transport scolaire
- Schéma de cohérence territoriale (SCOT)
- Création et réalisation de zone d'aménagement concerté (ZAC)
- Aménagement rural
- Création, aménagement, entretien de la voirie
- Programme local de l'habitat

## Histoire
La communauté de communes des Portes du Luberon a été créée par arrêté préfectoral du 12 septembre 2002. 
Elle a été dissoute le 31 décembre 2016. Cinq communes sont alors entrées dans la communauté d'agglomération Luberon Monts de Vaucluse le 1er janvier 2017. Les deux autres communes (Cadenet et Cucuron) sont entrées dans la Communauté territoriale du Sud Luberon.
Son site internet « portesduluberon.com » est fermé depuis cette dissolution.

## Composition
La communauté de communes regroupait 7 communes situées au niveau du sud Luberon :
| Nom             | Code Insee | Gentilé      | Superficie (km2) | Population (dernière pop. légale) | Densité (hab./km2) |
| --------------- | ---------- | ------------ | ---------------- | --------------------------------- | ------------------ |
| Cadenet (siège) | 84026      | Cadenetiens  | 25,08            | 4 136 (2014)                      | 165                |
| Cucuron         | 84042      | Cucuronnais  | 32,68            | 1 786 (2014)                      | 55                 |
| Lauris          | 84065      | Laurisiens   | 21,81            | 3 787 (2014)                      | 174                |
| Lourmarin       | 84068      | Lourmarinois | 20,18            | 1 145 (2014)                      | 57                 |
| Puget           | 84093      | Pugétains    | 17,90            | 724 (2014)                        | 40                 |
| Puyvert         | 84095      | Puyverdans   | 9,78             | 808 (2014)                        | 83                 |
| Vaugines        | 84140      | Vauginois    | 15,55            | 542 (2014)                        | 35                 |

## Autres adhésions
- Syndicat mixte ITER Vaucluse
- Syndicat intercommunal gestion, investissement CES le Luberon, CEG de Cadenet
- Syndicat mixte du parc naturel régional du Luberon
- Syndicat mixte pour la création et le suivi du schéma de cohérence territoriale (SCOT) du sud Luberon